# Fustanella

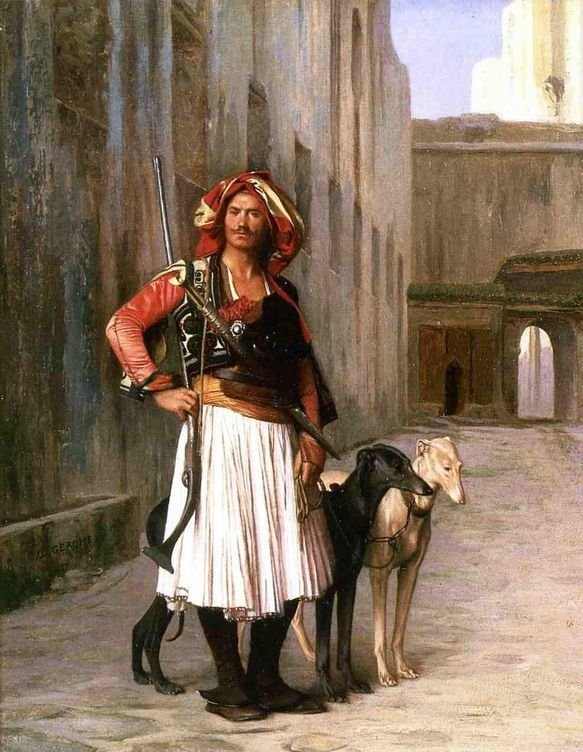
Alban i Kairo, målning av Jean-Léon Gérôme, omkring 1904.

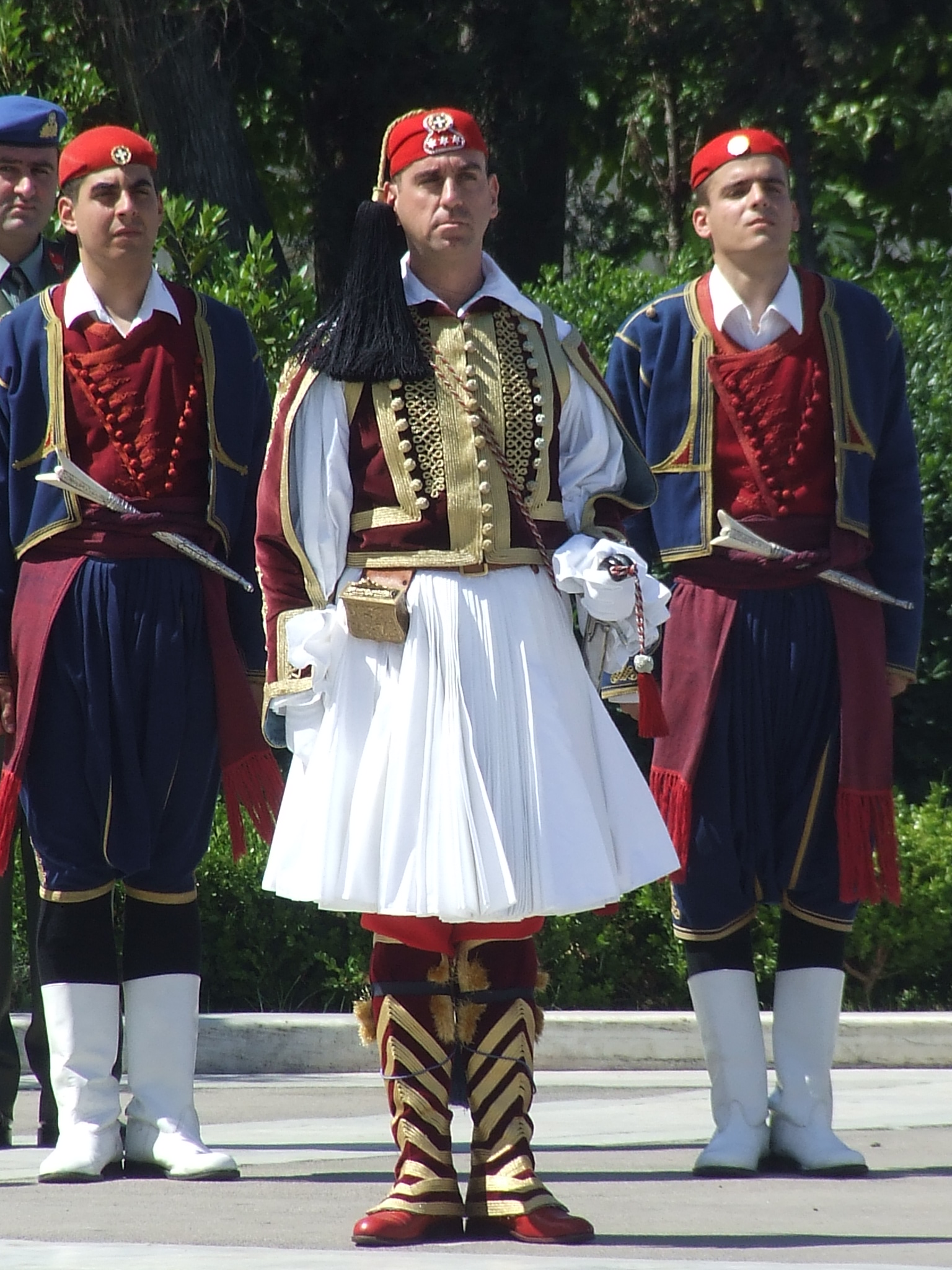
Soldater ur presidentens garde i Atén.

Fustanella är en veckad, oftast vit, knäkort kjol, som används som nationaldräkt i Albanien och Grekland.

## Namnvariationer i olika språk
Inhemska ord för "kjol" och "klänning" som jämförelse:
| Språk           | Kort kjol                 | Kjol            | Klänning            |
| --------------- | ------------------------- | --------------- | ------------------- |
| Albanska        | fustanellë/fustanella     | fund            | fustan              |
| Arumänska       | fustanelă                 | fustă           | fustană             |
| Bulgariska      | фустанела (fustanela)     | фуста (fusta)   | фустан (fustan)     |
| Grekiska        | φουστανέλλα (foustanélla) | φούστα (foústa) | φουστάνι (foustáni) |
| Italienska      | fustanella                | gonna           |                     |
| Makedonska      | фустан fustan             | фустан fustan   | фустан fustan       |
| Meglenorumänska | fustan                    |                 | fustan              |
| Rumänska        | fustanelă                 | fustă           |                     |
| Serbokroatiska  | фустанела fustanela       | фистан fistan   | фистан fistan       |
| Turkiska        |                           |                 | fistan              |